# Robert Boehnèl

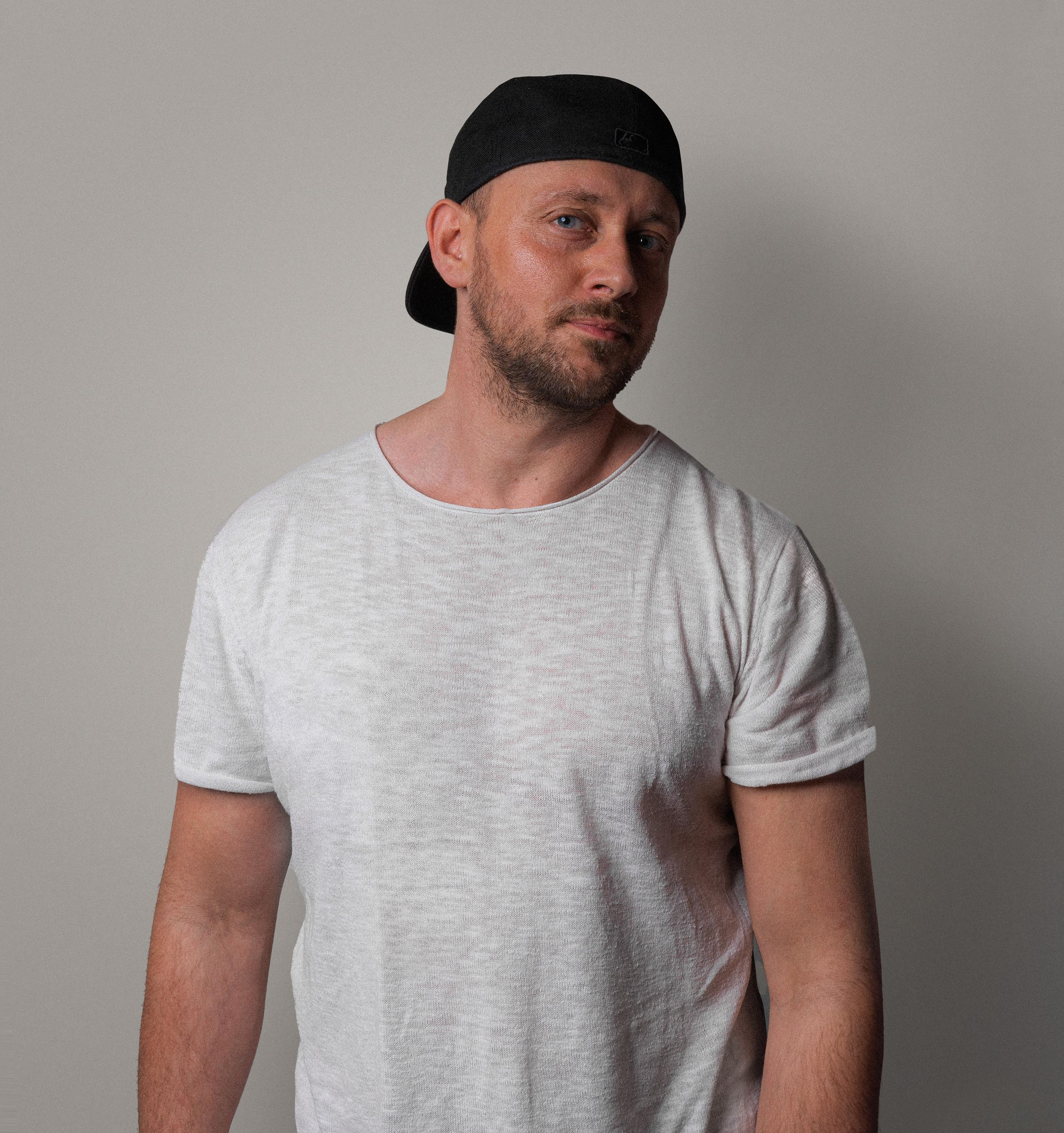
Robert Boehnèl (2019)

Robert Boehnèl (geboren am 22. August 1988 in Lutherstadt Wittenberg; bürgerlicher Name Robert Boehnel) ist ein deutscher Filmregisseur, Drehbuchautor und Produzent.

## Leben
Nachdem Boehnèl 2013 seine Karriere als freiberuflicher Kommunikationsdesigner begann, ist er heute hauptberuflich Filmemacher und leitet seine eigene Produktionsfirma BOEHNÈL Films.
2019 wurde das „One Community Projekt“, bei welchem er für das offizielle Musikvideo „Shoot for the Moon“ von Tutipsy ft. Binegra Regie führte, mit dem „Integrationspreis des Landes Sachsen-Anhalt“ ausgezeichnet.
2023 wurde seine Dokumentation „Noch einmal Walzer“ von der Bundeszentrale für politische Bildung im Wettbewerb „Aktiv für Demokratie und Toleranz“ ausgezeichnet und von einer Auswahljury als vorbildlich eingestuft sowie dotiert.

## Filmografie (Auswahl)
- 2023: Noch Einmal Walzer – Eine One Community Dokumentation (Regie, Drehbuch, Produktion)[4]
- 2023: Leonella (Kurzfilm) (Regie, Drehbuch, Produktion)[5]

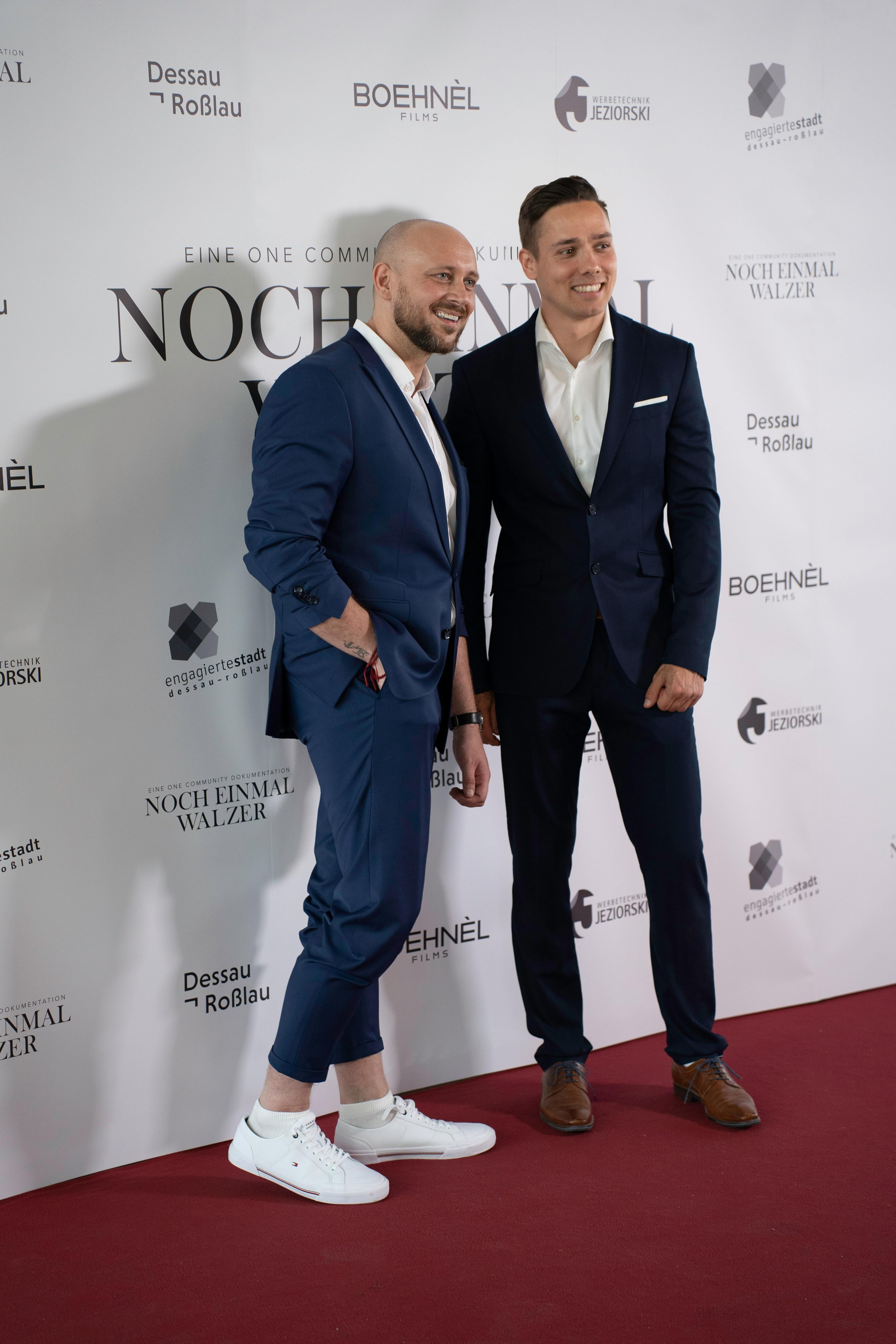
Robert Boehnèl bei der Weltpremiere von „Noch Einmal Walzer“ im Bauhaus Museum Dessau

## Auszeichnungen (Auswahl)
- 2019: Integrationspreis des Landes Sachsen-Anhalt für Regiearbeit an dem offiziellen Musikvideo „Shoot for the Moon von Tutipsy ft. Binegra“[1]

- 2023: Aktiv für Demokratie und Toleranz von der Bundeszentrale für politische Bildung für „Noch Einmal Walzer“[3]